# セレヌス・サンモニクス
クイントゥス・セレヌス・サンモニクス（英: Quintus Serenus Sammonicus、紀元2世紀 - 212年）は、ローマ皇帝のプブリウス・セプティミウス・ゲタやカラカラの家庭教師・医師を務め、ローマの学者・内科医でありながら政治に強い影響力を持った人物である。彼の唯一現存している著書『De Medicina Praecepta Saluberrima』（別名: Liber Medicinalis）は、マラリアを治療する呪文として「アブラカダブラ」という言葉が文献上では初めて使われた書物となっている。

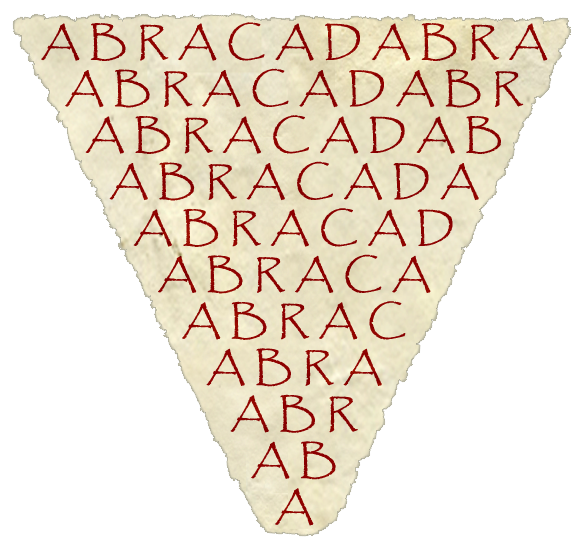
セレヌス・サンモニクスは、マラリアに対する文学的なお守りとして「アブラカダブラ」を使うことを提唱した。

## 概要
セレヌス・サンモニクスは、マルクス・コルネリウス・フロントやアウルス・ゲッリウスの後継者に相応しいとまで謳われた、古語法を使用していた時代の典型的な文学者で、彼が得た社会的な地位や立場は、一般的な文法への情熱と古代からの言い伝えの習得と深く結びついているとされている。セレヌスの著作を作品『Saturnalia』に盗用したマクロビウスは、「（セレヌスは）その時代の最も優れた学者であった」と評した。アルノビウスとマウルス・セルウィウス・ホノラトゥスは、セレヌスの深い学識を研究のために使用した。セレヌス自身は当時、6万冊の蔵書を持っていた。
彼の著書の中で最も引用されているのは当時5冊以上あったとされている『Res reconditae』で、現在ではその断片のみが引用されて残っている。1115のヘクサメトロスから構成されている著書『De medicina praecepta』には、ガイウス・プリニウス・セクンドゥスやペダニウス・ディオスコリデスから知識を借用して書かれた一般的な治療法が数多く残されている他、発熱やマラリアの治療法として「アブラカダブラ」などの魔法の処方方法が記されている。著書の最後は、ポントス王国のミトリダテス6世の有名な解毒剤の記述で締めくくられている。これらの記述は中世に頻繁に使用されたものを数多く含んでおり、一般治療薬の古代史を知る上で大切な資料とされている。『ローマ皇帝群像』によれば、セレヌスは有名な医師で多芸多才な人物であったが、212年の12月に兄の暗殺直後にカラカラから招待された宴席で、皇帝ゲタのパルチザンととも死刑に処せられたとされている。
彼の死後、セレヌス・サンモニクスの名声は、3世紀頃の暗黒時代を越えて、古代末期にも影響力を与え、シドニウス・アポリナリスなどの学者にも影響を与えた。
尚、『De medicina praecepta』の最初の印刷版は1484年以前にジョバンニ・スルピツィオ・ダ・ヴェロリによって編纂されたものである。

## 関連文献
- オーギュスト・バウアー（英語版）『Quaestiones Sammoniceae』(Giessen、1886年)
- マルティン・シャンツ（英語版）『Geschichte der römischen Literatur, iii』（1896年）
- ヴィルヘルム・ジークムント・トイフェル（英語版）『History of Roman Literature』（英語訳版、1900年、4ページ、374ページ、383ページ）